# 강주혁
강주혁(2006년 8월 27일 ~ )은 왼쪽 윙어, 센터포워드이며 현재 K리그1 FC 서울 소속이다. 형 강세혁 역시 축구 선수이다.

## 구단 경력
2024년 K리그 16라운드에서 광주를 상대로 교체되어 프로 데뷔전을 치르면서 17세 9개월 6일의 나이로 K리그1 역대 최연소 출장 3위와 서울 역대 최연소 출장 기록을 세웠다.